# Garsten
Garsten osztrák mezőváros Felső-Ausztria Steyrvidéki járásában. 2019 januárjában 6644 lakosa volt. 

## Elhelyezkedése

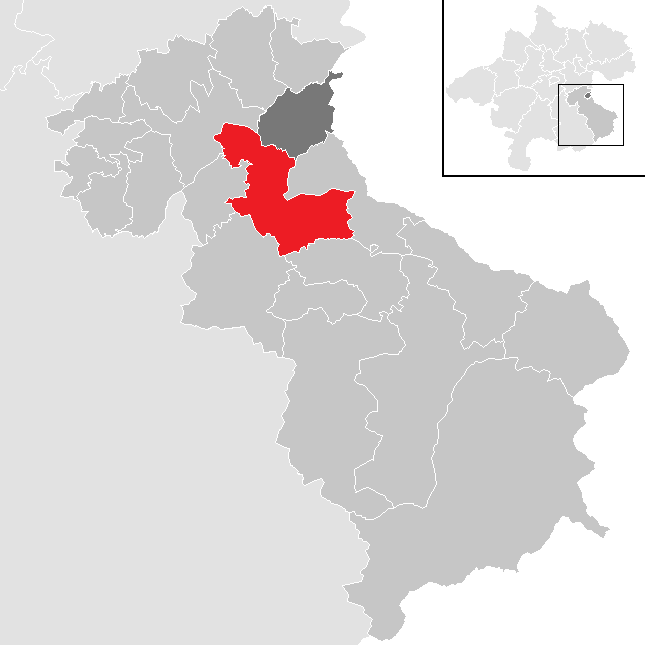
Garsten a Steyrkörnyéki járásban

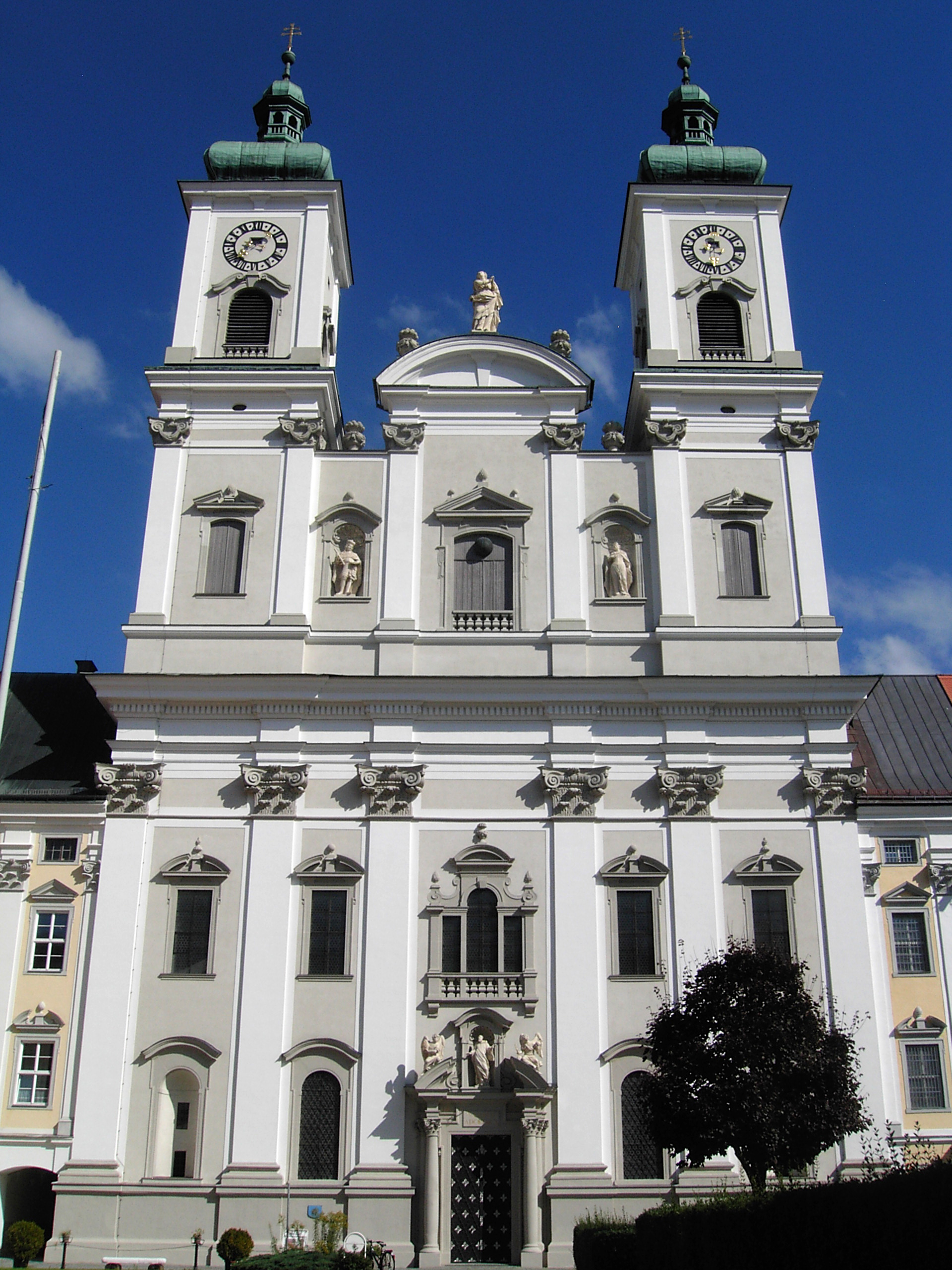
A Mária mennybevétele-plébániatemplom

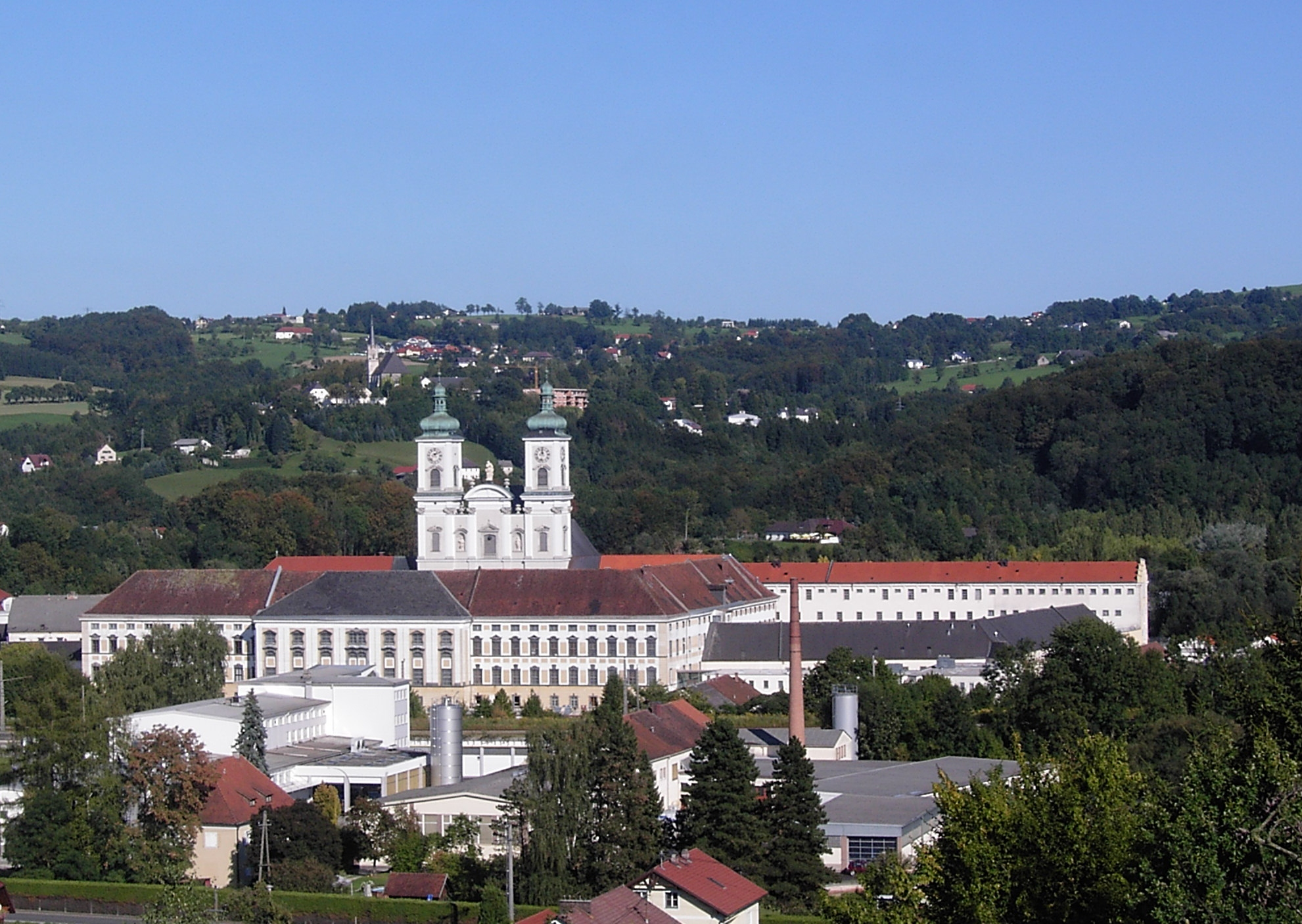
A volt kolostor és a templom

Garsten a tartomány Traunviertel régiójában fekszik az Ennstali Elő-Alpok északi lábainál, az Enns folyó mentén, gyakorlatilag egybeépülve Steyrrel. Területének 39%-a erdő, 51,4% áll mezőgazdasági művelés alatt. Az önkormányzat 20 településrészt és falut egyesít: Buchholz (252 lakos 2019-ben), Christkindl (439), Garsten (2233), Garsten Nord (462), Kraxental (233), Lahrndorf (488), Mühlbach (315), Mühlbachgraben (61), Oberdambach (174), Pergern (143), Pesendorf (358), Rosenegg (126), Saaß (435), Sand (120), Sarning (130), Schwaming (78), Sonnberg (47), Tinsting (54), Unterdambach (475) és Unterlaussa (21). 
A környező önkormányzatok: északra Steyr, keletre Sankt Ulrich bei Steyr, délkeletre Laussa, délre Ternberg, nyugatra Aschach an der Steyr, északnyugatra Sierning.  

## Története
Garstent először 985-ben említik a mistelbachi szinódus irataiban, mint szláv lakosságú falut. A földbirtok Steyr hűbérurainak tulajdonában volt. Kolostorát 1082-ben alapította I. Ottokár karantán őrgróf. Fia, II. Ottokár 1107-ben bencés szerzeteseket hívatott a göttweigi kolostorból, köztük a később halála után szentté avatott Garsteni Bertholdot, a kolostor első apátját. Berthold idején a kolostor jelentős gazdasági és kulturális fejlődésnek örvendhetett. A régió ekkor még a Bajor Hercegséghez tartozott, a 12. században viszont Ausztriához került. 
1677-ben Roman Rauscher apát lebontatta a kolostort és templomát, hogy helyébe barokk stílusú épületegyüttes kerüljön. Az új templomot 1693-ban szentelték fel. II. József 1787-ben bezáratta az apátságot, épületeit jórészt kifosztották, 1850 után pedig börtönként hasznosították.  
Miután a Német Birodalom 1938-ban annektálta Ausztriát, Garstent az Oberdonaui gauba sorolták be és egyesítették Steyrrel. 1945-ben visszakerült Felső-Ausztriához és visszanyerte önállóságát. 1958-ban mezővárosi rangra emelték. 

## Lakosság
A garsteni önkormányzat területén 2019 januárjában 6644 fő élt. A lakosságszám 1951-2011 között gyarapodó tendenciát mutatott, azóta a növekedés megtorpant. 2017-ben a helybeliek 94,1%-a volt osztrák állampolgár; a külföldiek közül 0,9% a régi (2004 előtti), 1,6% az új EU-tagállamokból érkezett. 1,5% a volt Jugoszlávia (Szlovénia és Horvátország nélkül) vagy Törökország, 2% egyéb országok polgára volt. 2001-ben a lakosok 85,3%-a római katolikusnak, 2% evangélikusnak, 1,7% mohamedánnak, 8,3% pedig felekezeten kívülinek vallotta magát. Ugyanekkor 6 magyar élt a mezővárosban. 
A népesség változása:

| 2016 | 6 647 |
| 2018 | 6 711 |

## Látnivalók
- a Mária mennybevétele-plébániatemplom, eredetileg apátsági templom
- a volt garsteni apátság, ma börtön

## Fordítás
- Ez a szócikk részben vagy egészben  a   Garsten című német Wikipédia-szócikk ezen változatának fordításán alapul.  Az eredeti cikk szerkesztőit annak laptörténete sorolja fel. Ez a jelzés csupán a megfogalmazás eredetét és a szerzői jogokat jelzi, nem szolgál a cikkben szereplő információk forrásmegjelöléseként.